# 公楽のさぬきうどん
公楽のさぬきうどん（こうらくのさぬきうどん）は、香川県で製造販売されている土産用讃岐うどん。

## 概要
1950年頃に木田郡三木町平木に存在していた「公楽」という大衆食堂（経営者は女性）で提供されていたうどんが発祥とされている。1970年前後に、「公楽」経営者の子息（土産問屋・丸新商会を創業）が食堂のうどんを土産用の半生麺として商品化し、それが現在の製品につながっている。
当初は茅簀で巻いた半生麺だったが、現在は箱入りの生麺として高松空港などで販売されている。